# Matt Ludeman
Matt Ludeman (Milwaukee, 27 gennaio 1984) è un ex giocatore di football americano e allenatore di football americano statunitense, che ha giocato come defensive lineman.
Dopo aver giocato per la squadra universitaria statunitense degli Western Michigan Broncos non ha proseguito la carriera nel football giocato, ad eccezione della partecipazione al mondiale 2007 con la nazionale che ha vinto il titolo. Ha invece avviato una carriera da allenatore di squadre universitarie.

## Palmarès
- 1 Mondiale (2007)